# Secolul al V-lea
Secolul al V-lea începe la 1 ianuarie 401 și se termină la 31 decembrie 500.

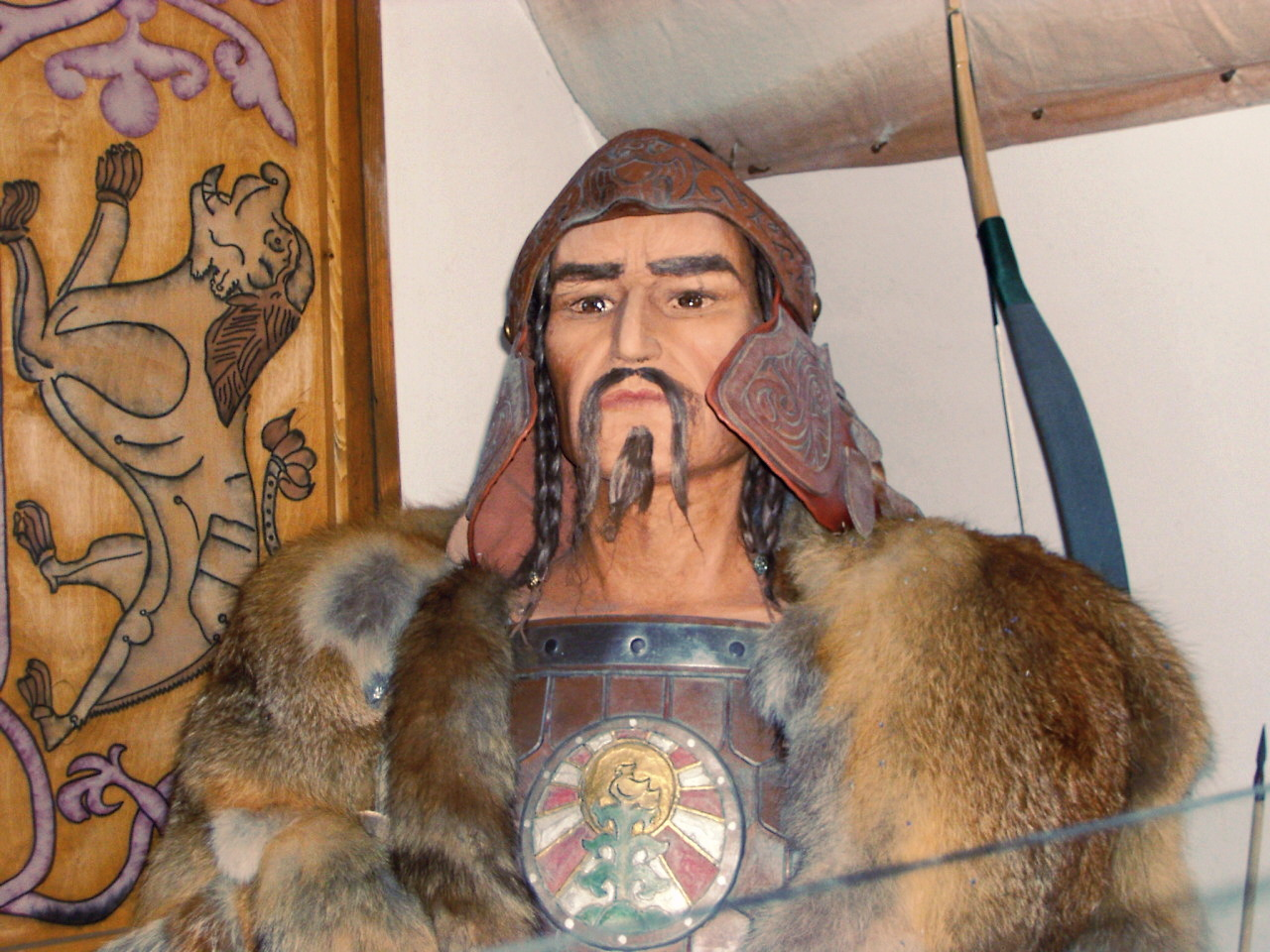
Attila Hunul-personalitatea secolului V

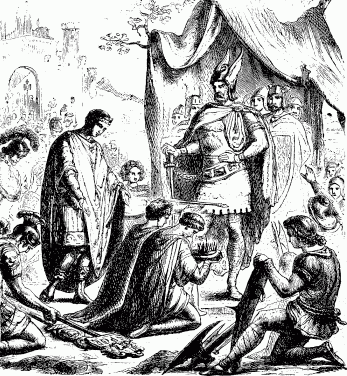
Evenimentul secolului-Caderea Imperiului Roman de Apus

Secolul  al V-lea s-a remarcat ca fiind un secol dezastruos pentru Imperiul Roman de Apus, atât pe plan intern și extern, care s-a destrămat în cele din urmă în anul 476.
Imperiul de Apus a fost condus de o serie de împărați tineri și fără experiență, ori incompetenți și slabi. De multe ori, puterea imperiului a venit în mâinile generalilor.
Totodata, imperiul a fost invadat de popoare migratoare,numite "barbare". Roma a fost jefuită și distrusă în 410 de către vizigoți, iar vandalii au ocupat Cartagina și Africa de Nord, un furnizor major de cereale și grâne. Încercările de a recupera provinciile pierdute au fost întrerupte de invaziile hunice conduse de Attila. După înfrângerea totală a lui Attila, Imperiul Roman de Apus și Imperiul Roman de Răsărit și-au unit forțele pentru a-i alunga pe vandali din nord, dar campania lor a eșuat spectaculos.
Secolul al V-lea este considerat ca fiind ultimul secol al Antichității.

## Evenimente

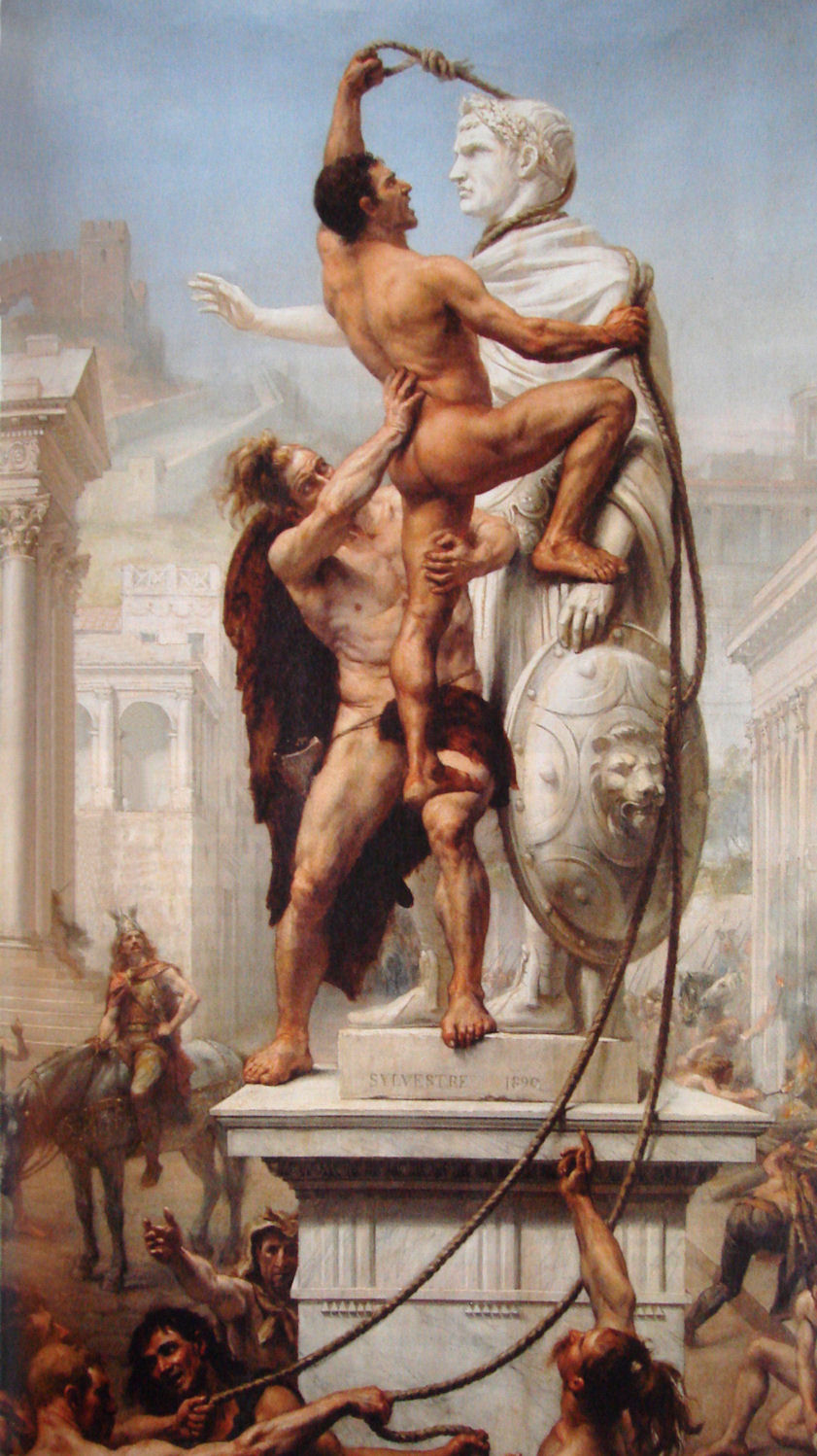
Jefuirea Romei de catre Vizigoti

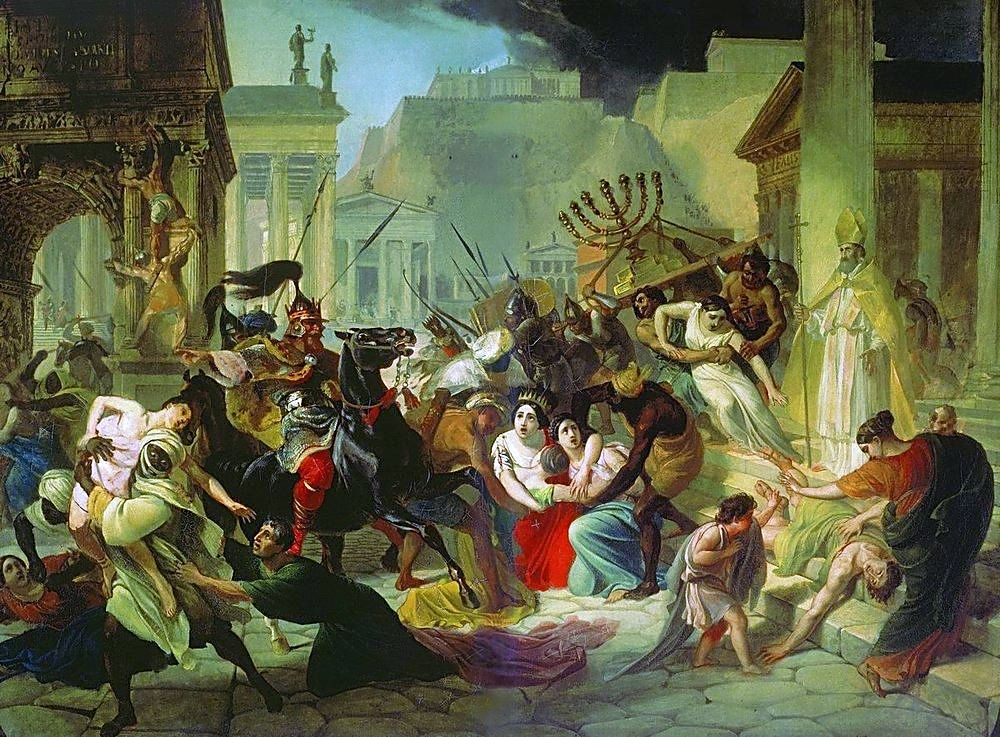
Jefuirea Romei de catre Vandali

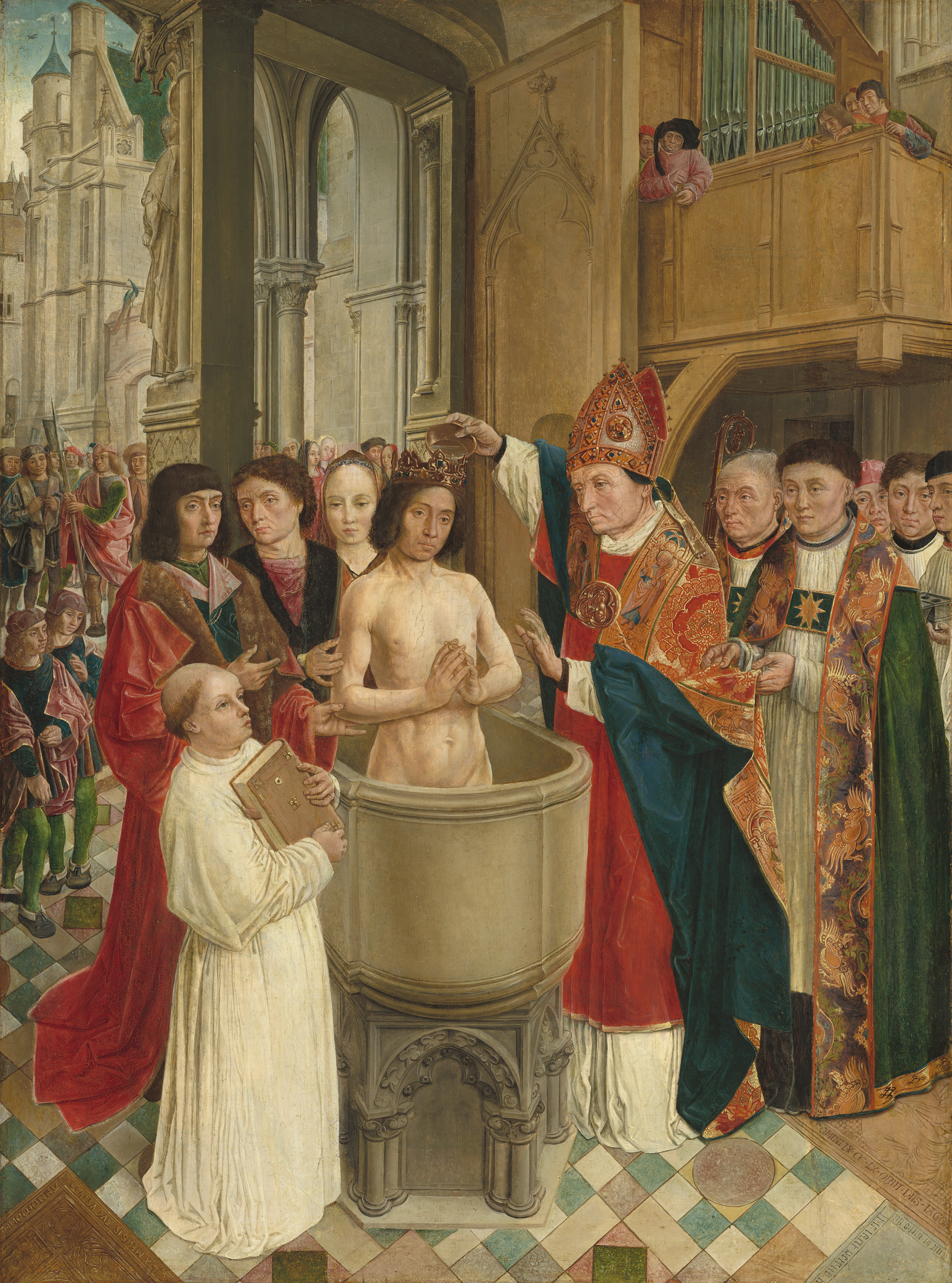
Botezul lui Clovis I

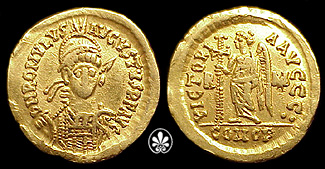
Romulus Augustus

- 399 – 412: Călugărul chinez Budist Faxian a traversat Oceanul Indian, călătorind spre Sri Lanka și India pentru a aduna scripturile budiste.
- 401: Călugărul budist și translatorul Sutrelor, Kumarajiva, ajunge în Chang'an
- 406: Frontiera de est a Imperiului Vestic a intrat în colaps după invazia Suevilor, Alanilor și Vandalilor, traverseaza Rinul inghetat și intra în Galia.
- 407: Imparatul vestic Constantin III conduce o forta militara din Britania și Galia pentru a ocupa Arles.

Marea Britanie este în cele din urma abandonata de trupele romane,Constantin III fiind considerat principalul responsabil pentru retragerea trupelor romane din Britania.
- 410: Roma este jefuita de vizigoții la comanda regelui lor, Alaric I
- 411: Suevii stabilesc Regatul Suevilor în Galicia, primul Regat creștin independent față de Imperiul Vestic.
- 413: Sfântul Augustin scrie cartea "De Civitate Dei".
- 430: în El Salvadorul de azi, Vulcanul Ilopango erupe, devastând civilizația Mayașă.
- 439: Vandalii cuceresc Cartagina

Anglo-saxonii se stabilesc în Britania, la invitația lui Vortigern.
- 451: Hunii conduși de Attila sunt învinși de coaliția formată din trupele romane și forțele vizigote, în Bătălia de la Chalons.
- 452:  Orașul Aquileia este distrus de  Attila
- 452: Papa Leo I  vorbește personal cu Attila lângă râul  Micinosi și îl convinge să nu jefuiască Roma
- 453: Moartea lui Attila:Imperiul Hunilor se divide intre fii săi.
- 454: Bătălia de la Nedao .Triburile germane slăbesc imperiul Hunilor
- 455: Vandalii jefuiesc Roma.
- 455: Orașul Chichen Itza este fondat în Mexic
- 469:  Moartea lui Dengizich, ultimul Khan al imperiului Hunic.
- 470: Riothamus, regele britonilor, îi sprijină pe romani în lupta împotriva vizigoților
- 28 august 476: Romulus Augustus,ultimul împărat roman, este detronat de Odoacru. Imperiul Roman de Apus cade.
- 477 : Budiștii Chan fondează Mănăstirea Shaolinilor pe Muntele Shan, în Henan-China
- 480: Asasinarea lui  Julius Nepos, penultimul împărat al Imperiului vestic îndepărtat de la putere de Orestes, și tatăl lui Romulus Augustus, în Dalmația.
- 481: Clovis I  devine regele Francilor vestici  după moartea lui Childeric I.
- 486: Clovis îl învinge pe Syagrius și cucerește ultimele teritorii rămase Imperiului Roman de Apus
- 490: Bătălia de la  Muntele Badon. Conform legendei, britonii conduși de regele Arthur îi înving pe anglo-saxoni
- 491: Regele Clovis învinge și cucerește  Regatul  Thuringia din Germania.
- 493: Theodoric Ostrogotul îl îndepărtează pe Odoacru pentru a deveni regele Italiei
- 494: Galia nordica  este unită sub domnia regelui franc Clovis I. Se naște dinastia Merovingiană.
- 496: Bătălia de la  Tolbiac. Regele Clovis îi învinge pe  Alamanni, și este botezat în rit creștin împreună cu multi franci, de către episcopul de Reims, Sfântul Remigius.
- Budismul se răspândește în  Burma și  Indonezia.
- Coloniștii din Africa și Indonezia ajung în Madagascar.
- Cultura Hopewell se încheie în America de Nord

## Oameni importanți
- Flavius Aetius, Ultimul mare general roman
- Alaric I, regele vizigoților care a anexat și jefuit Roma
- Aspar, general de origine alană, din Imperiul Roman de Răsărit
- Attila-regele hunilor
- Bahram V, Șah sassanid din Persia
- Bodhidharma, fondatorul Budismului Zen
- Sf. Bonifaciu (Bonifatius din Tarsus), martir
- Clovis I, primul rege franc și primul „barbar” convertit la catolicism
- Chiril din Alexandria, Patriarhul Alexandriei
- Papa Dioscorus I, patriarh de Alexandria
- Geiseric, regele vandal care a înființat Regatul Vandal în Africa de Nord
- Papa Gelasius I
- Hawaiiloa - descoperitorul și colonizatorul insulei  Hawaii
- Huiyuan -calugar budist
- Hypatia din Alexandria, femeie filozof, matematician și astronom
- Ioan Cassian - călugăr creștin
- Papa Leon I cel Mare
- Mesrob Maștoț, teolog și lingvist armean
- Nestorie, arhiepiscop de Constantinopol, eretic și fondator al nestorianismului
- Niall Noigiallach, fondatorul dinastiei irlandeze
- Sfântul Patriciu, misionar creștin și episcop în Irlanda
- Pelagius, fondatorul pelagianismului, călugăr breton
- Ricimer, general și politician roman
- Riothamus, rege breton
- Tyrannius Rufinus, preotul din Aquileia, translator latin
- Socrates Scholasticus, istoricul Bisericii Bizantine
- Sozomenos, istoricul Bisericii Creștine
- Theodoric cel Mare,regele vizigoților
- Yazdegerd I, Șah Sassanid al Persiei
- Zu Chongzhi, astronom și matematician chinez

## Războaiele secolului

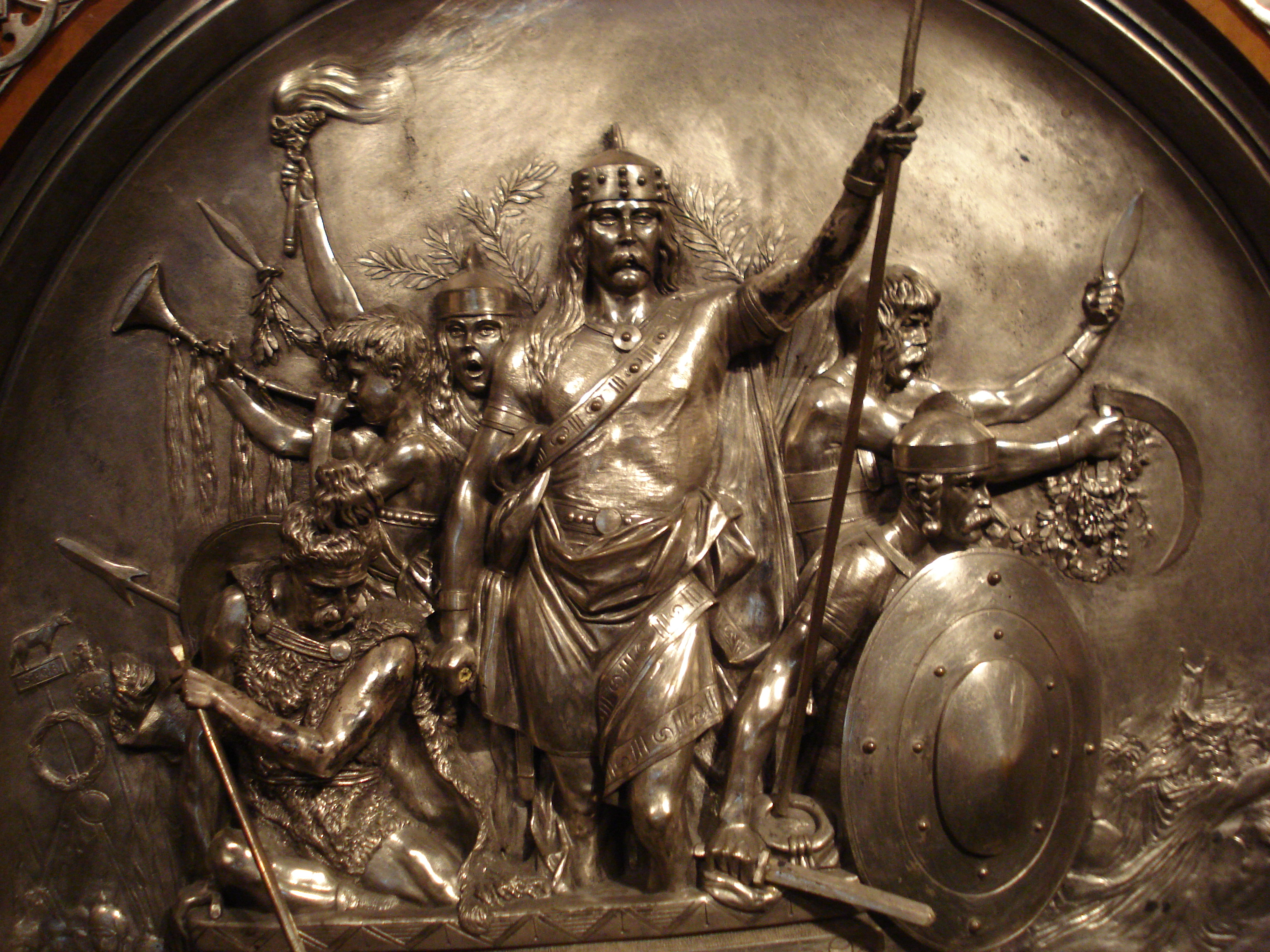
Bătălia de la Chalons

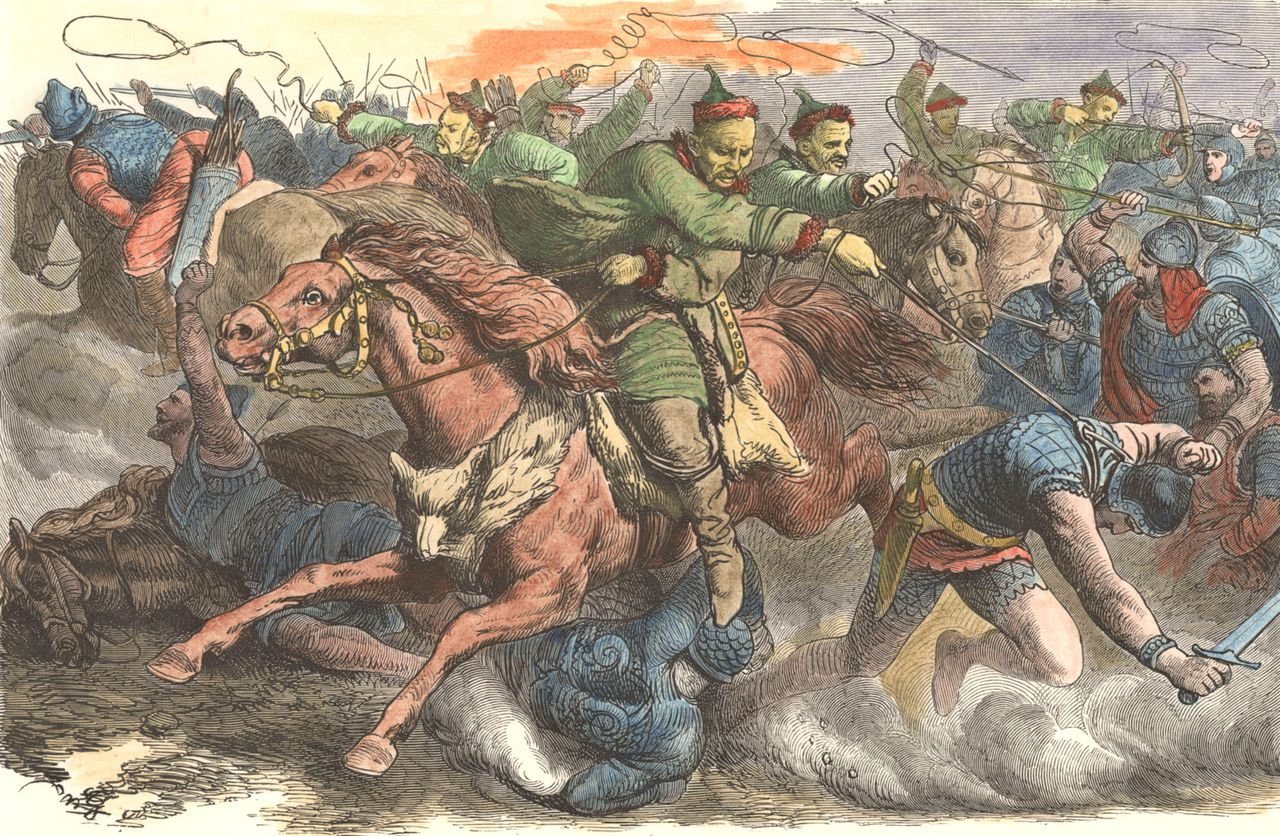
Invazia hunilor

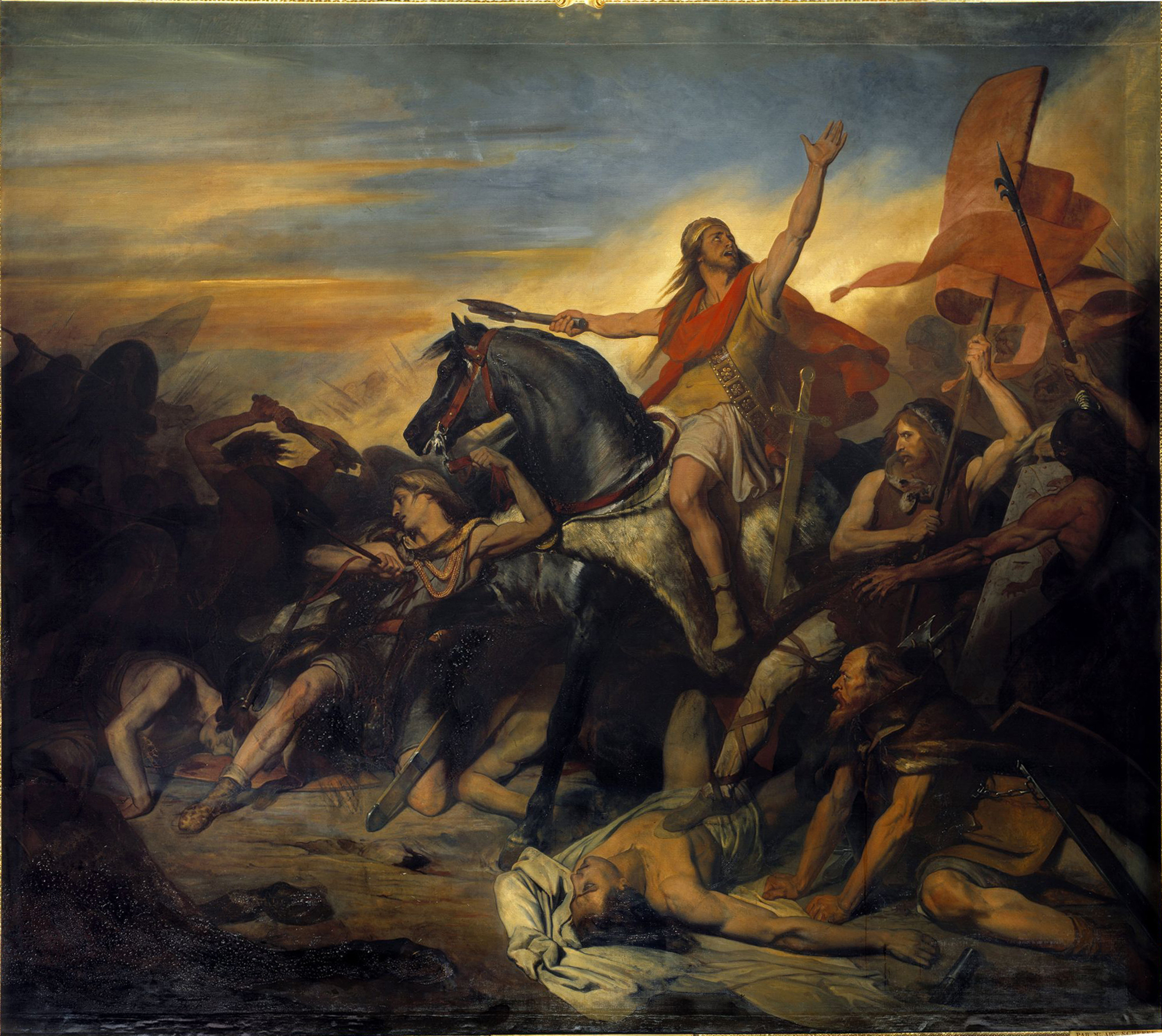
Ary Scheffer - Bătălia de la Tolbiac

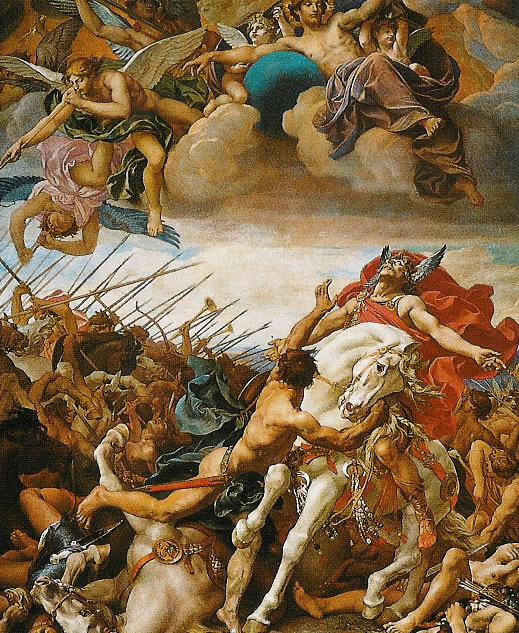
Bătălia de la Tolbiac

| Data    | Bătălia                    | Rezumat |
| ------- | -------------------------- | --- |
| 402     | Pollentia                  | Romanii conduși de Flavius Stilicho îi înving pe vizigoții conduși de Alaric I pe teritoriul lor                                                                 |
| 403     | Verona                     | Stilicho îi învinge pe vizigoți |
| 405     | Faesulae                   | Stilicho îi învinge pe vandalii conduși de Radagaisus |
| 406     | Mainz                      | Vandalii, suevii și alanii înving Federația Francă |
| 410     | Jefuirea Romei             | Roma este jefuită de vizigoții conduși de Alaric |
| 421–422 | Războiul Romano–Sassanid   | |
| 425     |                            | Flavius Aetius îi învinge pe vizigoții conduși de Theodoric I |
| 432     | Ravenna                    | Flavius Aetius își învinge și ucide rivalul, Contele Boniface |
| 436     | Narbonne                   | Aëtius îi învinge din nou pe vizigoți |
| 447     | Utus                       | Bătălie indecisă între hunii conduși de Attila și forțele romane pe teritoriul Bulgariei de azi                                                                  |
| 451     | Avarayr                    | Forțele lui Yazdegerd îi anihilează pe creștinii rebeli din Armenia conduși de Sfântul Vartan                                                                    |
| 451     | Bătălia de la Châlons      | În alianță cu Theodoric I, Flavius Aetius îl învinge pe Attila Hunul. Regele vizigoților este ucis în luptă                                                      |
| 452     | Anexarea orașului Aquileia | Aquileia este devastată de huni |
| 454     | Nedao                      | Triburile germanice, ostrogoții și gepizii opresc expansiunea hunilor                                                                                            |
| 455     | Aylesford                  | Bătălia dintre anglo-saxoni și britanici, victorie incertă |
| 455     | Jefuirea Romei             | Vandalii jefuiesc Roma condusă de împăratul Petronius Maximus timp de 14 zile                                                                                    |
| 456     | Campi Canini               | Generalul roman Majorian oprește invazia Allemanilor în Italia                                                                                                   |
| 456     | Urbicas                    | Theodoric al II-lea, regele vizigoților, îi învinge pe suevi și cucerește Spania                                                                                 |
| 458     | Arelate                    | Împăratul Majorian, cu ajutorul lui Aegidius și Nepotianus, îi învinge pe vizigoți la Arlate                                                                     |
| 461     | Cartagena                  | Flota vizigotă este distrusă de flota romană |
| 466     | Wippedesfleot              | Saxonii conduși de Hengest se luptă cu britanii; victorie incertă                                                                                                |
| 485     | Mercredesburne             | Anglo-saxonii conduși de Aelle îi inving pe britani. |
| 486     | Soissons                   | Clovis I îl învinge pe Syagrius și preia domeniul Soissons |
| 489     | Isonzo                     | Odoacru lupta cu ostrogoții conduși de Theodoric cel Mare și este învins                                                                                         |
| 489     | Adige                      | Odoacru este învins din nou, lângă Verona |
| 490     | Ravenna                    | Odoacru rezistă în fata blocadei navale desfășurată de Theodoric asupra Ravenei. În cele din urma, în urma negocierilor dure, Odoacru se predă și este ucis.     |
| 492     | Cotyaeum                   | Imperiul Roman de Răsărit, condus de Ioan Scitul, îi învinge pe isaurienii conduși Longinus din Cardala                                                          |
| 496     | Bătălia de la Tolbiac      | Francii conduși de Clovis I îi înving pe alemani și le ucid regele                                                                                               |
| 500     | Mons Badonicus             | Britanii conduși de regele legendar Arthur, îi înving pe anglo-saxoni într-o bătălie decisivă. Anglo-saxonii pierd controlul asupra multor teritorii din Anglia. |

## Invenții, descoperiri
- Plugul greu este utilizat în terenurile ocupate de slavi
- Potcoavă de metal este folosita în Galia
- Hamul de cal inventat în China
- Runele alfabetului  Anglo-Saxon utilizate în Anglia
- Alfabetul armean creat de Sfântul Mesrob
- Medicii romani utilizează, pentru examinare și intervenție chirurgicală, sonda, forcepsul, scalpelul, speculum, foarfeca, ace, cauterizarea[1], tratează chirurgical cataracta
- India: progrese în domeniul navigației: velatura de-a lungul direcției corăbiei (mai buna valorificare a curenților), dispozitive de determinare a latitudinii[2]
- China:
  - vasul comercial cu trei catarge
  - tiparul cu caractere fixe

## Decenii și ani
| Anii 390 | 390 | 391 | 392 | 393 | 394 | 395 | 396 | 397 | 398 | 399 |
| Anii 400 | 400 | 401 | 402 | 403 | 404 | 405 | 406 | 407 | 408 | 409 |
| Anii 410 | 410 | 411 | 412 | 413 | 414 | 415 | 416 | 417 | 418 | 419 |
| Anii 420 | 420 | 421 | 422 | 423 | 424 | 425 | 426 | 427 | 428 | 429 |
| Anii 430 | 430 | 431 | 432 | 433 | 434 | 435 | 436 | 437 | 438 | 439 |
| Anii 440 | 440 | 441 | 442 | 443 | 444 | 445 | 446 | 447 | 448 | 449 |
| Anii 450 | 450 | 451 | 452 | 453 | 454 | 455 | 456 | 457 | 458 | 459 |
| Anii 460 | 460 | 461 | 462 | 463 | 464 | 465 | 466 | 467 | 468 | 469 |
| Anii 470 | 470 | 471 | 472 | 473 | 474 | 475 | 476 | 477 | 478 | 479 |
| Anii 480 | 480 | 481 | 482 | 483 | 484 | 485 | 486 | 487 | 488 | 489 |
| Anii 490 | 490 | 491 | 492 | 493 | 494 | 495 | 496 | 497 | 498 | 499 |
| Anii 500 | 500 | 501 | 502 | 503 | 504 | 505 | 506 | 507 | 508 | 509 |